# Максим Скопљанац
Максим Скопљанац био је архиепископ пећки и патријарх српски у периоду од 1655. до 1674. године.

## Биографија
Са места митрополита рашког, изабран је зе архиепископа пећког и патријарха српског у време када се његов претходник, патријарх Гаврило, налазио у Русији и одатле поручио да бирају новог патријарха.
Као учен човек и љубитељ књиге на својим честим путовањима скупљао је старе књиге. Тако је у Скопљу, свом родном месту, нашао Пентикостар, купио је књигу Тактикон и приложио Великој цркви у Пећи. Цетињском манастиру је поклонио минеј за септембар, а манастиру Хиландару је донео на дар тетрајеванђеље.
Да би утврдио православну веру у народу, патријарх Максим је доста путовао. Године 1666. посетио је манастир Шишатовац и поклонио се моштима светог Стефана Штиљановића.
Празник Христовог Васкрсења, који се 1671. године догодио на Ђурђевдан, провео је у Никољу под Кабларам. О његовој посети манастиру Дечанима је такође сачуван помен, али није записано које је године посетио манастир.
С обзиром на дажбине које је морао да плаћа турским властима, патријарх Максим је био присиљен да лично иде у «писанију» у Влашку 1661, Самоков 1662, и Разлог 1664. и Панчево 1670. године. За време патријарха Максима живописан је храм Светог Николаја у Пећкој патријаршији 1672. године, а 1674. године саграђени су конаци.
У писму од 5. октобра 1667. потврђује земље које је свети Василије Острошки купио за манастир Острог.
Почетком марта 1669. Године патријарх је оболео и на Спасовдан исте године изабран је Арсеније Црнојевић за митрополита хвостанског или пећког у својству коадјутора. Патријарх Максим је умро 29. октобра 1680. године у Пећи.